# Чулошников
Чуло́шников (рос. Чулошников) — хутір у складі Оренбурзького району Оренбурзької області, Росія.

## Населення
Населення — 542 особи (2010; 554 у 2002).
Національний склад (станом на 2002 рік):
- росіяни — 70 %